# Georg von Bertouch
Georg von Bertouch (* 1668 in Helmershausen, Deutschland; † 14. September 1743 in Christiania, Norwegen; eigentlich Georg Bertuch), dessen Adelsprädikat eine Erfindung späterer Generationen ist, war Komponist und dänisch-norwegischer General.

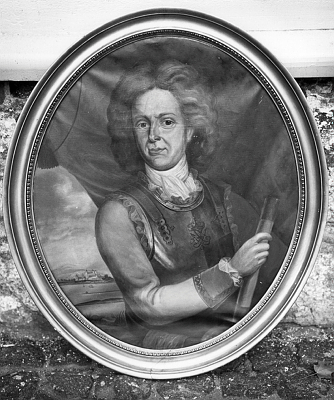
Georg von Bertouch

## Leben
Als junger Mann studierte er nach eigenen Angaben bei Daniel Eberlin Violine und Komposition. Er disputierte 1693 in Kiel über eine juristisch-musikalische Abhandlung: De eo quod justum est circa ludos scenicos operasque modernas, wie Spitta berichtet.
Später kam er in die militärische Laufbahn und nahm angeblich an mehr als 22 Schlachten teil. Er korrespondierte mit berühmten Musikern und Komponisten, wie zum Beispiel Johann Sebastian Bach und Antonio Lotti. Als der Hamburger Musiker Johann Mattheson sein Traktat Das Beschützte Orchester 13 berühmten Musikern widmete, war Bertouch einer davon. Während der letzten Jahre seines Lebens (1719–1740) war er Kommandant der Festung Akershus vor dem Hafen von Oslo.
Bertouch veröffentlichte im Laufe seines 75-jährigen Lebens keine einzige Komposition. Die wissenschaftliche Erstausgabe seiner handschriftlich überlieferten Werke erschien von 2006 bis 2008. Ein wichtiger Grund, warum sein Name nie in Vergessenheit geriet, sind die von Spitta erwähnten 24 Triosonaten in allen Dur- und Moll-Tonarten: XXIV Sonates composées par les Canons, Fugues, Contre points & parties, selon le sistéme de 24 modes & les preceptes du fameux Musicien, componiste & Polihistor Jean Mattheson, a 3, auec la Basse continüe. Da hier das Wort „Fuge“ verwendet wird, könnte man annehmen, die Sonatensammlung Bertouchs sei ein frühes Beispiel einer Nachahmung des Wohltemperierten Klaviers, aber diese Frage gilt als ungeklärt. Die Sonaten bezeugen, dass er mit den Neuerungen Arcangelo Corellis vertraut war.